# Рене Ейс
Рене Ейс (англ. Rene Uys; нар. 26 липня 1964) — колишня південноафриканська тенісистка.
Найвищу одиночну позицію світового рейтингу — 39 місце досягла 15 жовтня 1984 року.
Здобула 5 одиночних та 2 парні титули туру ITF.
Найвищим досягненням на турнірах Великого шолома було 4 коло в одиночному розряді.
Завершила кар'єру 1985 року.

## Фінали за кар'єру

### Одиночний розряд (1–1)
| Результат | Ранг | Дата           | Турнір      | Покриття | Суперниця        | Рахунок  |
| --------- | ---- | -------------- | ----------- | -------- | ---------------- | -------- |
| Поразка   | 1.   | 23 квітня 1984 | Дурбан, ПАР | Тверде   | Пінат Луї Гарпер | 1–6, 4–6 |

## Фінали ITF
| турніри $10,000 |

### Одиночний розряд (5–8)
| Результат | Ранг | Дата              | Турнір                           | Покриття | Суперниця        | Рахунок       |
| --------- | ---- | ----------------- | -------------------------------- | -------- | ---------------- | ------------- |
| Поразка   | 1.   | 9 листопада 1980  | Гебеха, ПАР                      | Тверде   | Дженніфер Мундел | 6-7, 4-6      |
| Поразка   | 2.   | 23 листопада 1980 | Блумфонтейн, ПАР                 | Тверде   | Сусан Роллінсон  | 1-6, 6-2, 3-6 |
| Поразка   | 3.   | 30 листопада 1980 | Йоганнесбург, ПАР                | Тверде   | Леслі Чарлз      | 5-7, 4-6      |
| Поразка   | 4.   | 10 грудня 1980    | Кейптаун, ПАР                    | Тверде   | Ліз Ґордон       | 6-4, 4-6, 4-6 |
| Перемога  | 5.   | 10 грудня 1980    | Іст-Лондон, ПАР                  | Тверде   | Ліз Ґордон       | 6-4, 6-3      |
| Перемога  | 6.   | 9 травня 1981     | Чичестер, Велика Британія        | Ґрунт    | Флоренца Міхай   | 6–4, 6–3      |
| Перемога  | 7.   | 9 травня 1981     | Лі-он-зе-Солент, Велика Британія | Ґрунт    | Леслі Чарлз      | 6-2, 3-6, 6-3 |
| Поразка   | 8.   | 1 листопада 1981  | Гебеха, ПАР                      | Тверде   | Івонн Вермак     | 3-6, 2-6      |
| Перемога  | 9.   | 8 листопада 1981  | Дурбан, ПАР                      | Тверде   | Беверлі Моулд    | 3-6, 6-1, 6-2 |
| Поразка   | 10.  | 1 листопада 1981  | Блумфонтейн, ПАР                 | Тверде   | Беверлі Моулд    | 6-7, 2-6      |
| Перемога  | 11.  | 8 грудня 1981     | Кейптаун, ПАР                    | Тверде   | Беверлі Моулд    | 6-2 6-3       |
| Поразка   | 12.  | 31 січня 1983     | Бока-Ратон, США                  | Тверде   | Емілсе Лонго     | 4-6, 6-4, 2-6 |
| Поразка   | 13.  | 28 квітня 1985    | Дурбан, ПАР                      | Тверде   | Марсі Луї        | W/O           |

### Парний розряд (2–0)
| Результат | No | Дата              | Турнір            | Покриття | Партнерка     | Суперниці у фіналі                 | Рахунок       |
| Перемога  | 1. | 30 листопада 1981 | Йоганнесбург, ПАР | Тверде   | Беверлі Моулд | Ілана Клосс Івонн Вермак           | 6-4, 1-6, 6-3 |
| Перемога  | 2. | 23 грудня 1988    | Джордж (ПАР), ПАР | Тверде   | Gail Boon     | Janine Burton-Durham Louise Venter | 6-2, 7-6      |